# Solo Display Team
Die Koninklijke Luchtmacht der Niederländischen Streitkräfte unterhält zwei permanente Solo Display Teams für Kunstflugvorführungen.

## F-16 Solo Display Team

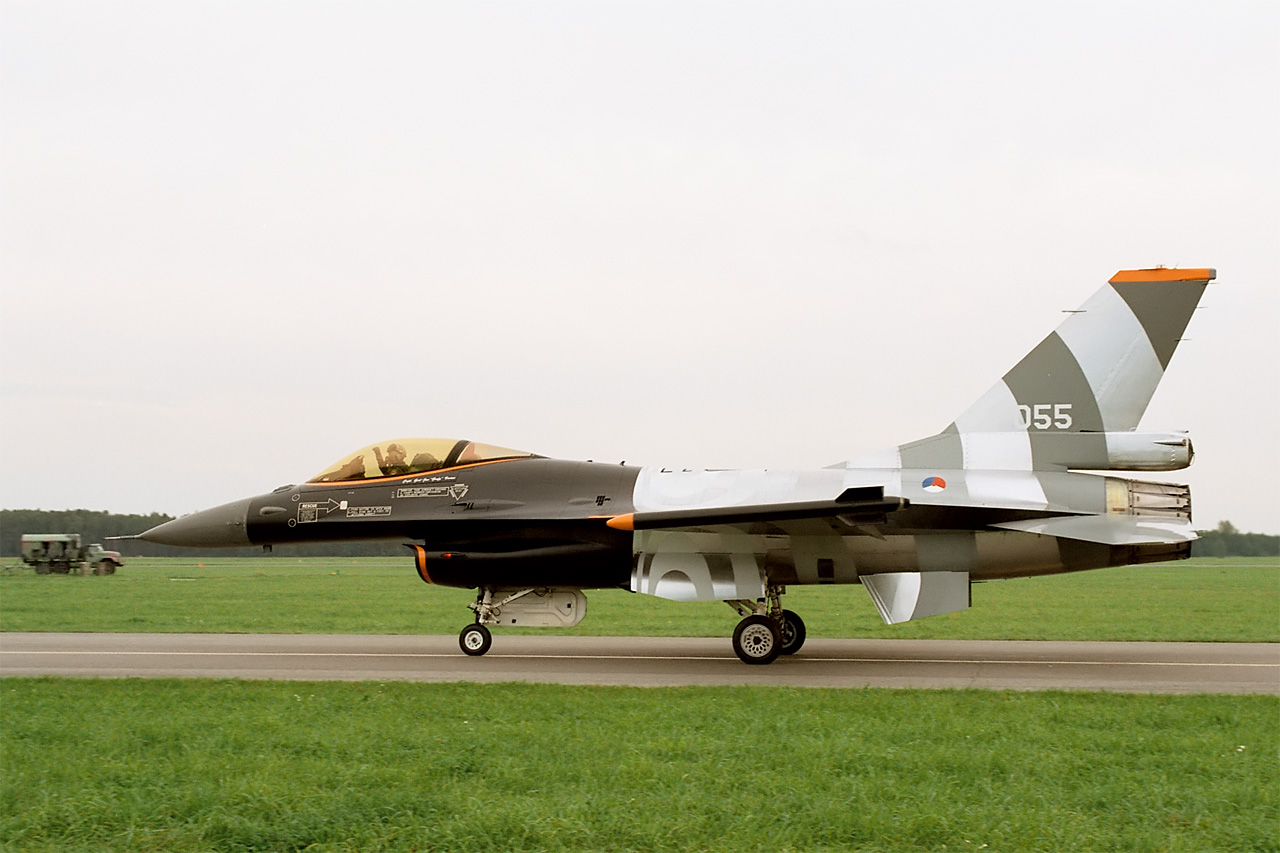
F-16 des Solo Display Team in den Farben von 2005

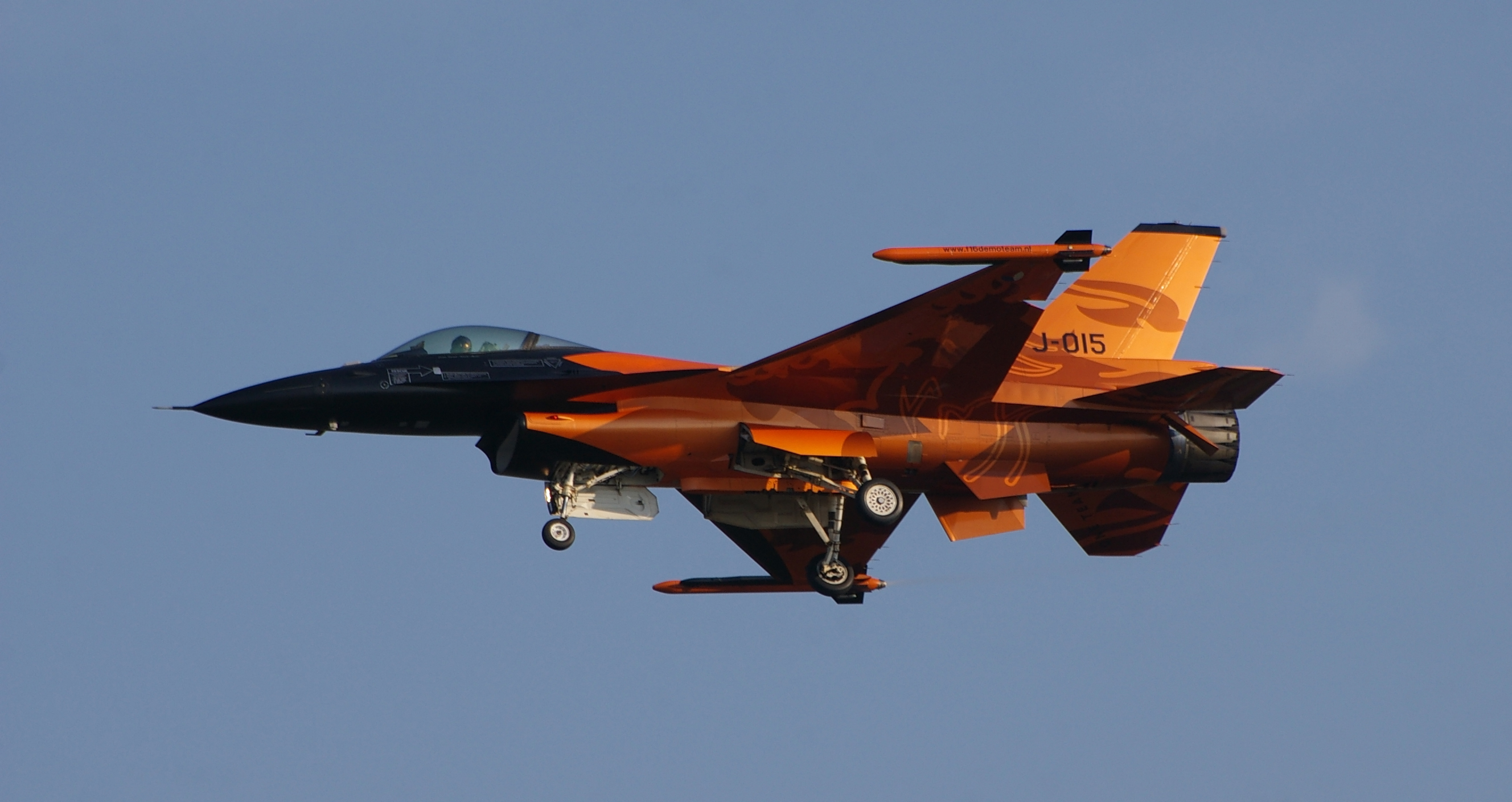
F-16 des Solo Display Team in den Farben von 2009

Das F-16 Solo Display Team wurde 1979 gegründet und fliegt momentan von Leeuwarden aus ein Kampfflugzeug des Typs Lockheed F-16 Falcon. Die Staffel besteht aus einem Piloten und zwei Kunstflugtrainern sowie der Bodencrew, wobei das Team abwechselnd aus einer der in den ursprünglich drei Fliegerhorsten Twenthe, Leeuwarden und Volkel stationierten Staffeln zusammengestellt wurde. Nach der Schließung des Fliegerhorstes Twenthe ist der Standort des F-16 Solo Display Team abwechselnd Leeuwarden oder Volkel. Der gegenwärtige Pilot, Tobias Schutte, kommt aus einer in Leeuwarden stationierten Staffel. Das Team tritt in vielen europäischen Ländern auf und flog auch auf einer Flugshow auf der Edwards Air Force Base in Kalifornien. 2006 war die F-16 auf der ILA in Berlin zu Gast. Seither wird das F-16 Solo Display Team zu vielen europäischen und amerikanischen Flugtagen und Airshows eingeladen.

### Piloten
| Jahre     | Name                                   | Fliegerhorst |
| --------- | -------------------------------------- | ------------ |
| 1979      | Hauptmann Willem Sneek                 | Leeuwarden   |
| 1980–1983 | Hauptmann Gert „Barney“ Booij          | Leeuwarden   |
| 1983–1985 | Hauptmann Hans Weber                   | Leeuwarden   |
| 1986      | Major Gert „Barney“ Booi               | Volkel       |
| 1987–1988 | Hauptmann Henry Schevers               | Volkel       |
| 1989–1990 | Leutnant Maarten „Puke“ Pladet         | Twenthe      |
| 1991–1992 | Hauptmann Reindert „Dagger“ Zwaart     | Leeuwarden   |
| 1993      | Hauptmann Gerhard „Garlic“ Went        | Volkel       |
| 1994      | Hauptmann Peter „Fingers“ Jansen       | Twenthe      |
| 1995–1996 | Hauptmann Richard Kamperman            | Volkel       |
| 1997–1998 | Hauptmann Patrick „Spout“ Tuit         | Leeuwarden   |
| 1999–2000 | Hauptmann Robert-Jan „Woods“ Bosch.    | Twenthe      |
| 2001–2002 | Hauptmann Richard „Tomba“ Buijs        | Volkel       |
| 2003–2004 | Hauptmann Christian „Louis“ van Gestel | Leeuwarden   |
| 2005–2006 | Hauptmann Gert-Jan „Goofy“ Vooren      | Volkel       |
| 2007–2009 | Hauptmann Ralph „Sheik“ Aarts          | Volkel       |
| 2010 -    | Hauptmann Tobias Schutte               | Leeuwarden   |

## PC-7 Solo Display Team

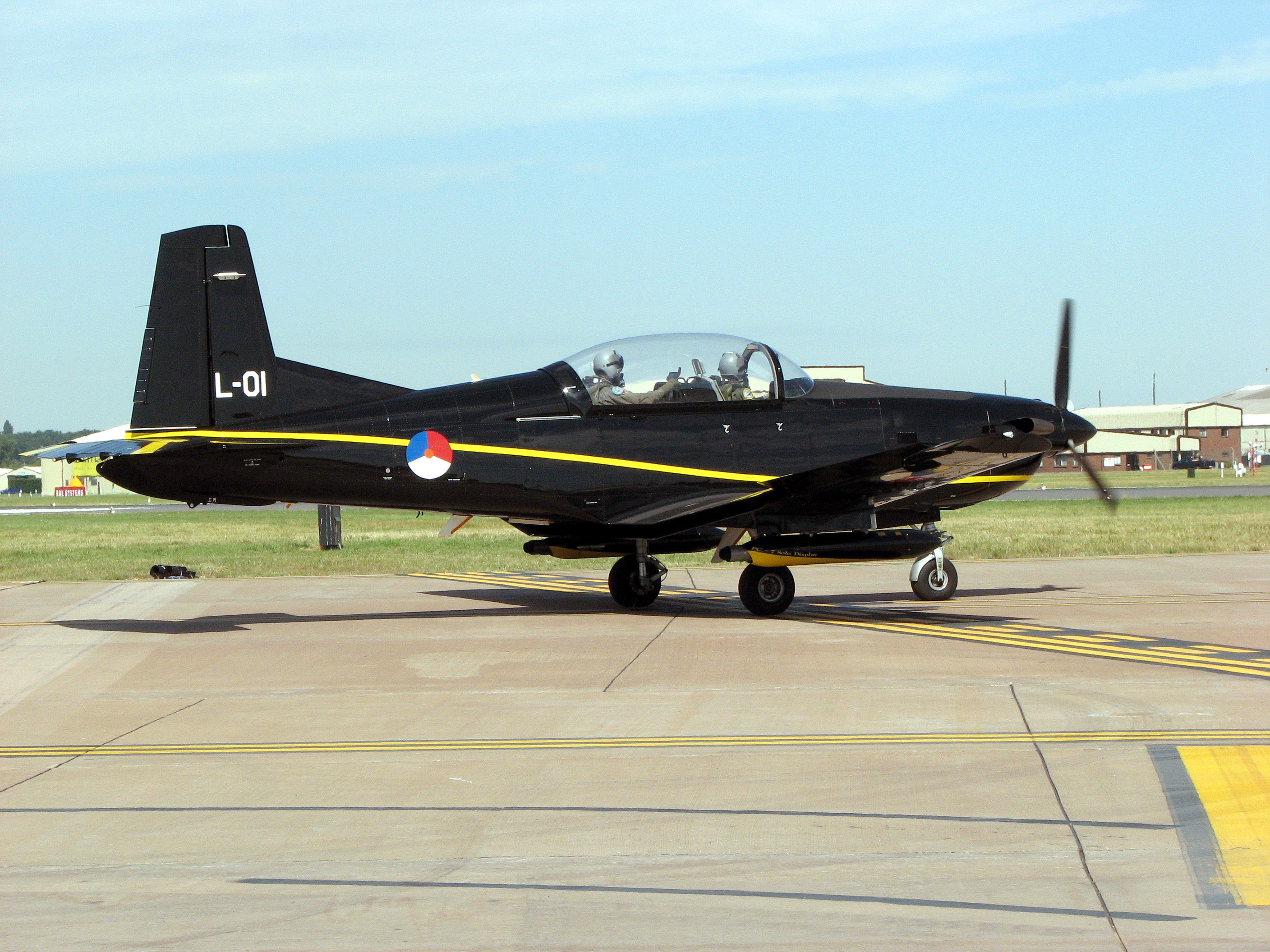
Pilatus PC-7 des Solo Display Teams

Das PC-7 Solo Display Team fliegt das Propellerflugzeug Pilatus PC-7 und besteht seit 1995. Auch hier gibt es einen Piloten, zwei Trainer und die Bodencrew. Diese beiden Teams fliegen regelmäßig auch zusammen.
Zu besonderen Anlässen stellen die niederländischen Luftstreitkräfte für Flugvorführungen auch Showflugteams mit Hubschraubern ab. Dies geschieht einerseits auf Search-and-Rescue-Maschinen vom Typ Augusta-Bell AB-412 SP, die zum Beispiel Seerettungen simulieren. 2002 war die Koninklijke Luchtmacht aber auch die erste Streitkraft der Welt, die spezielle Vorführungen mit einem Kampfhelikopter Hughes AH-64 Apache bot.